# Dracula levii
Dracula levii är en orkidéart som beskrevs av Carlyle August Luer. Dracula levii ingår i släktet Dracula och familjen orkidéer. Inga underarter finns listade i Catalogue of Life.